# Doamna Ghica (stație de metrou)
Doamna Ghica este o stație viitoare de pe linia M7 a metroului. O să fie situată pe Soseaua Colentina și Strada Doamna Ghica.